# Andrew Rothenberg
Pour les articles homonymes, voir Rothenberg (homonymie).
Andrew Rothenberg est un acteur américain, né le 26 janvier 1969 aux États-Unis.

## Filmographie

### Cinéma

#### Longs métrages
- 1997 : Chicago Cab de Mary Cybulski et John Tintori : Homer
- 2000 : The Watcher de Joe Charbanic : Jack Fray
- 2001 : Save the Last Dance de Thomas Carter : le juge Stern
- 2004 : Life Sentence d'Andy Graydon : B. Rian
- 2005 : Repetition de Zachary Zises : Danny
- 2006 : L'Incroyable Destin de Harold Crick (Stranger Than Fiction) de Marc Forster : Dr Mercator
- 2008 : The Poker House de Lori Petty : Clyde Sr.
- 2010 : Black Mail de Hurt McDermott : Colm
- 2016 : Midnighters de Julius Ramsay : l'officier Verone[1] (en attente d'une date de sortie[1])

#### Courts métrages
- 2011 : The Umpire de Libby Wells : Sal Crawford
- 2013 : One for My Baby de Bryce Prevatte
- 2014 : The Accident de Steve Dunayer : Charles

### Télévision

#### Séries télévisées
- 1993 : Missing Persons : Glen (saison 1, épisode 8)
- 1996-1997 : EZ Streets : Shirt (5 épisodes)
- 1998 / 2000 : Demain à la une (Early Edition) : Raymond Malone (saison 2, épisode 16) / Eldon Jenkins (saison 4, épisode 12)
- 1999 : Turks : l'homme no 2 (saison 1, épisode 1)
- 1999 : Urgences (ER) : Pauly Johnson (saison 6, épisode 3)
- 1999 / 2001 : Walker, Texas Ranger : Johnny (saison 8, épisode 7) / Boyd Scranton (saison 9, épisode 19)
- 2000 : Amy (Judging Amy) : Russel Younger (saison 1, épisode 23)
- 2006 : Prison Break : Sklar (saison 1, épisodes 15 et 21)
- 2006 : Esprits criminels (Criminal Minds) : la responsable de l'hôtel (saison 2, épisode 7)
- 2007 : Monk : le médecin légiste (saison 5, épisode 15)
- 2007 : FBI : Portés disparus (Without a Trace) : Ziggy Raines (saison 5, épisode 20)
- 2008 : Weeds : l'agent de la DEA Schlatter (4 épisodes)
- 2008 : Numb3rs : l'un des kidnappeurs de Nikki (saison 5, épisode 2)
- 2008 : True Blood : Malcolm (3 épisodes)
- 2008 : NCIS : Enquêtes spéciales (NCIS: Naval Criminal Investigative Service) : Bruce Solomon (saison 6, épisode 10)
- 2008 : The Unit : Commando d'élite (The Unit) : le joueur de billard (saison 4, épisode 11)
- 2009 : Lie to Me : Kevin Rich (saison 1, épisode 6)
- 2009 : Médium (Medium) : Kevin Flynn (saison 5, épisodes 11 et 12)
- 2009 : Les Experts (CSI: Crime Scene Investigation) : Walter Ellis (saison 9, épisode 24)
- 2009 : Raising the Bar : Justice à Manhattan (Raising the Bar) : ? (saison 2, épisode 8)
- 2009 : NCIS : Los Angeles : Teddy Morgan (saison 1, épisode 7)
- 2010 : Castle : Donald Salt (saison 2, épisode 17)
- 2010 : Dark Blue : Unité infiltrée (Dark Blue) : Iggy (saison 2, épisode 1)
- 2010 et 2012 : The Walking Dead : Jim (5 épisodes saison 1 + 1 épisode saison 3, voix uniquement)
- 2010 : Supernatural : Lucky (saison 6, épisode 8)
- 2011 : Super Hero Family (No Ordinary Family) : Austin Davies (saison 1, épisode 13)
- 2011 : Los Angeles, police judiciaire (Law and Order: Los Angeles) : Stanley Vaughn (saison 1, épisode 13)
- 2011 : Hawthorne : Infirmière en chef (Hawthorne) : le photographe (saison 3, épisode 5)
- 2012 : Mentalist (The Mentalist) : Jack Hellion (saison 4, épisode 19)
- 2012 : American Horror Story : M. Potter (saison 2, épisode 2)
- 2013 : Person of Interest : Ross Haskell (saison 2, épisode 19)
- 2013 : Mob City : Eddy Sanderson (6 épisodes)
- 2015 : Elementary : Finn (saison 3, épisode 20)
- 2015 : Blue Bloods : Andy Barstow (saison 6, épisode 6)
- 2015 : Les Mystères de Laura (The Mysteries of Laura) : Dr Nick (saison 2, épisode 7)
- 2016 : The Good Wife : George Kirby (saison 7, épisode 15)
- 2016 : L'Exorciste : Jim (saison 1, épisode 8)[1]

### Jeu vidéo
- 2011 : L.A. Noire : Stuart Ackerman (voix originale)

## Voix françaises
En France, Fabien Jacquelin est la voix française régulière d'Andrew Rothenberg.
En France
| - Fabien Jacquelin dans : (les séries télévisées) - Prison Break - Monk - NCIS : Enquêtes spéciales - Lie to Me - Médium - NCIS : Los Angeles - The Walking Dead - Super Hero Family - Los Angeles, police judiciaire - Mentalist - Person of Interest - Mob City - Blue Bloods - Les Mystères de Laura - Elementary - L'Exorciste - Pascal Germain dans : (les séries télévisées) - Demain à la une (saison 4, épisode 12) - FBI : Portés disparus | - Stéphane Pouplard dans : - L'Incroyable Destin de Harold Crick - Hawthorne : Infirmière en chef (série télévisée) - Thomas Roditi dans : (les séries télévisées) - Weeds - Castle - David Krüger dans : (les séries télévisées) - True Blood - Dark Blue : Unité infiltrée et aussi - Jean-Paul Solal dans Demain à la une (série télévisée - saison 2, épisode 16) - Alexis Victor dans Urgences (série télévisée) - Yann Guillemot dans Esprits criminels (série télévisée) - Stéphane Ronchewski dans The Unit : Commando d'élite (série télévisée) - Laurent Mantel dans Supernatural (série télévisée) - Guillaume Bourboulon dans American Horror Story (série télévisée) - Sébastien Ossard dans The Good Wife (série télévisée) |